# Novosti dnia
Novosti dnia (russe : «Новости дня», Nouvelles du jour) est un quotidien d'information politique, sociale et littéraire, paru à Moscou de 1883 à 1906 et édité par Abram Lipskerov (ru).
La publication appartient à ce qu'il est convenu d'appeler la « petite presse », et débute avec un petit tirage, mais étend progressivement sa diffusion grâce à la publicité.
Y ont écrit le feuilletoniste Vlas Dorochtchevitch (ru), le dramaturge Ilia Gourliand (ru), l'écrivain Vassili Nemirovitch-Dantchenko (ru), le publiciste Aleksandr Amfiteatrov (ru) le journaliste Semion Kougoulski.
Anton Tchekhov a publié dans les pages des Novosti dnia une de ses premières nouvelles, Drame à la chasse (ru)(«Драма на охоте»).

## Naissance et développement

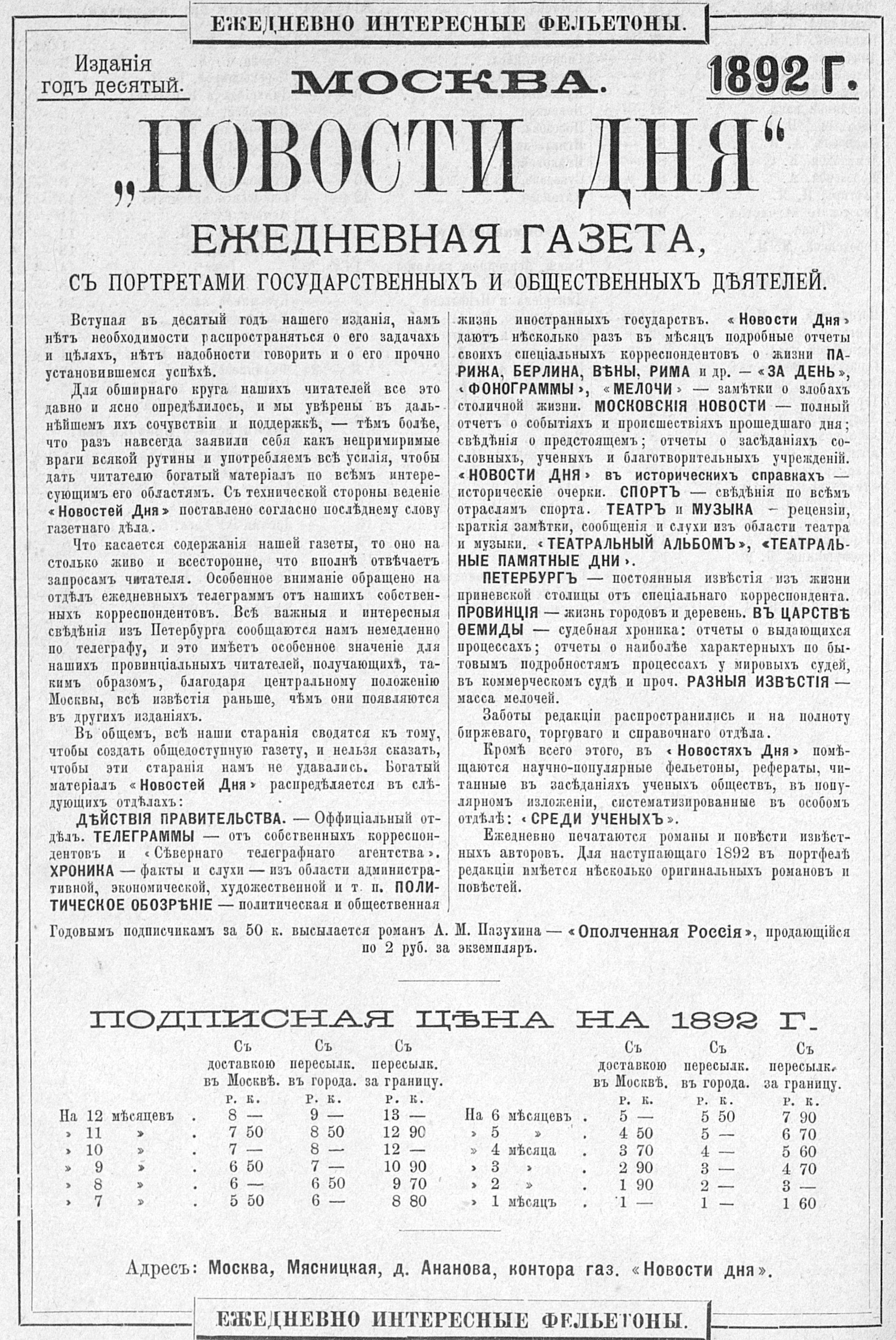
Publicité pour les Novosti dnia (1892).

Selon le témoignage de Vladimir Guiliarovski, dans ses premiers temps, la rédaction se compose de I. A. Sokolova, mère de Vlas Dorochevitch et de quelques collaborateurs. Ils sont presque sans rémunération : au lieu d'honoraires, Lipskerov leur propose des rabais dans le magasin de vêtements prêts à porter d'Arontrikher, avec lequel il a un contrat pour l'édition du journal. Celui-ci n'a pas d'enseigne, la rédaction travaille dans de petits bureaux dans le sous-sol de la maison, où vit l'éditeur.
La croissance des dettes pour l'impression et le papier conduit le journal être sous le coup d'huissiers de justice. Lipskerov réussit cependant à se libérer des créanciers avec l'aide d'un « imprimeur allemand » prêtant 7 000 roubles.
Le recours à un procédé nouveau pour la Russie, la « publicité », des réclames prenant la forme de texte sur des grands panneaux est proposé par le jeune reporter Semion Kougoulski. Il se révèle efficace, et la situation financière du journal s'améliore.

« Tout lui réussissait. En se lançant dans l'édition du journal, il ne sacrifiait pas à des idéaux élevés, mais il le considérait comme une affaire commerciale, dans le but de s'enrichir, sur l'exemple de Nikolai Pastoukhov (ru), et ce qui s'y écrivait lui importait peu. »

Dans les années 1890 le journal, qui avait d'abord été décrié par ses concurrents comme une feuille de boulevard pour les couches incultes de la population, commence à intéresser les représentants de l'intelligentsia, du théâtre, et des « milieux d'affaires civilisés ».
À la lisière des XIXe et XXe siècles, Lipskerov possède plusieurs journaux. Les comptoirs et la rédaction des Novosti dnia emménagent Maison de la société du commerce de Moscou (ru), lui-même s'achète un hôtel particulier dans le raïon de la Porte rouge (ru). Fédor Chaliapine, Maria Iermolova, Anastassia Valtseva (ru) sont présents à sa crémaillère, et les acteurs débutants ou confirmés se pressent à ses soirées,.

## Rédaction

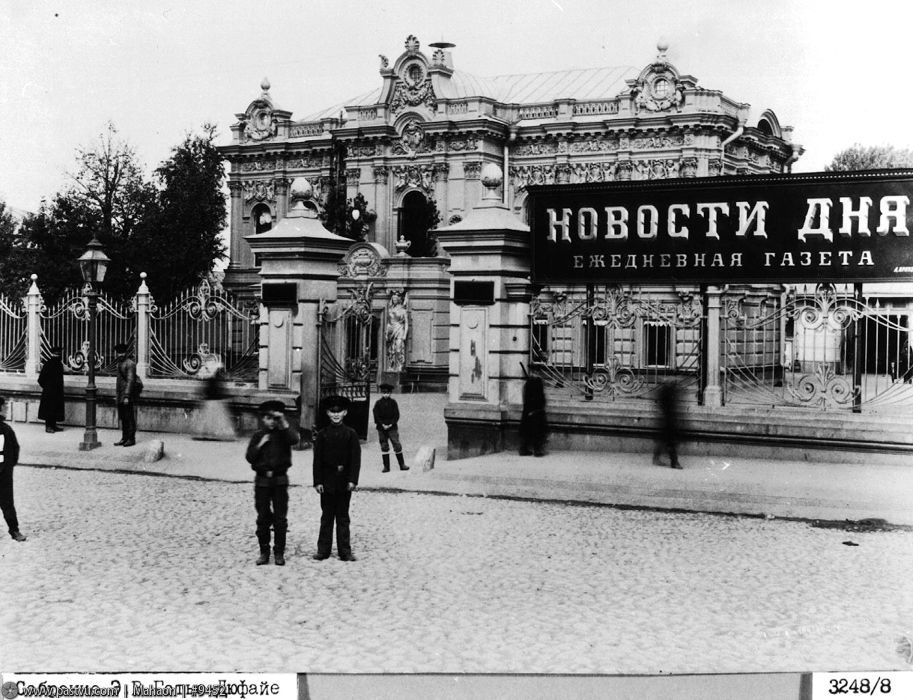
Rédaction des Novosti dnia (1900).

Après le départ de Solokova pour le Moskovski listok (ru) («Московский листок»), le fauteuil de rédacteur en chef des Novosti dnia passe à A. P. Lansberg, qui associe au journal de nouveaux auteurs, dont les productions permettent d'élargir le lectorat.
Il y a parmi eux le dramaturge Ilia Gourliand (ru) (Arseni Gourov), qui publie des articles incisifs sur des thèmes d'actualité, et Vlas Dorochtchevitch (ru), dont les feuilletons ont marqué les esprits.
Y participent également l'écrivain Vassili Nemirovitch-Dantchenko (ru), le publiciste Aleksandr Amfiteatrov (ru) et le journaliste Semion Kougoulski.

## Contenu éditorial
Pseudonymes des auteurs :
- L'assistante d'anais Tchouboukov
- Heine à la bouchère
- L'humoriste féroce
- Don Pedro
- Le comique du XIXe siècle
- Antiquité
- Le russe ennuyeux
- Méphistophélès
- Le fêtard de Moscou[7]

Lipskerov a établi un cahier des charges de ce qu'il prévoit de traiter dans Novosti dnia. Selon lui, les chroniques judiciaires, les feuilletons et les « télégrammes » doivent avoir une place prédominante dans le journal  ; il ne mentionne pas les articles d'analyse ou de commentaire, et ce genre journalistique restera en dehors de sa sphère d'intérêt.
Un quart de l'espace du journal est affecté à des nouvelles et des romans « à suivre ». Suivent par ordre d'importance, les rapports judiciaires et les chroniques des faits divers de la ville. Pour devancer ses concurrents, et apporter les premiers aux lecteurs des informations sur les incendies, les vols ou les meurtres, la rédaction recourt à des reporters qui, en pratique, ne sont jamais dans ses bureaux : ils passent la journée dans Moscou à la recherche de quelque chose de « scandalo-sensationnel ».
Les « informations pratiques » sont également développées : les horaires de train, les programmes de théâtre, les résultats des paris dans les hippodromes ou les informations sur les dernières décisions de justice paraissent dans le journal. Il publie également des « télégrammes » des différentes régions de Russie et de l'étranger ; Lipskerov songe à créer un réseau de correspondants dans les autres villes, mais cependant ne sait pas faire aboutir ce projet.
Les rubriques régulières portent sur la province, le sport, l'« Empire de Thémis », le théâtre et la musique, la « Chambre des curiosités ». Peu de temps avant l'arrêt du journal, en 1906, une rubrique « Dans les partis » apparaît, qui montre une sympathie évidente pour le Parti constitutionnel démocratique.
Les analyses n'ont qu'une place limitée dans les Novosti dnia, pas plus de 7 %.
Une importance particulière est accordée au ton des articles, qui doit être gai et insouciant, :

« C'était le ton badin de cette époque, ne cachant qu'à moitié qu'elle était très joyeuse. »

## Anton Tchekhov et lesNovosti dnia
Examen («Экзамен») est le premier récit publié par Anton Tchekhov dans les Novosti dnia ; il y paraît à la fin 1883. Dans les deux années qui suivent, le journal publie de petits extraits de Drame à la chasse, («Драма на охоте»), sous la signature d'Antocha Tchekonte puis d'A. Tchekhonte. Selon les termes du contrat, l'auteur doit recevoir 3 roubles par semaine pour sa production, mais Lipskerov retarde les paiements, arguant de l'absence d'argent. Il propose à la place à Tchekhov des billets de théâtre, ou de se faire coudre un nouveau pantalon dans le magasin d'Arontrikher.
Le journal de Lipskerov prend également fréquemment l'écrivain comme cible, ce qui conduit Tchekhov à le qualifier de « saleté du jour » dans une lettre à son frère Mikhaïl (ru), après une information parue sur lui-même. Selon une étude de Margarit Goriatcheva, membre de la commission consacrée à l'écrivain de l'Académie des sciences de Russie, le nom de l'écrivain est cité 570 fois entre 1883 et 1904 dans les Novosti nia, notamment dans les rubriques satiriques et humoristiques, avec un pic après son retour de l'ile de Sakhaline, :

« A. P. Tchekhov revient « des contrées lointaines » à Moscou. C'est intéressant de savoir, ce qu'il rapporte avec lui : une caisse de thé pour ses connaissances, ou des castors gris pour une fourrure, ou un roman sur la vie des bagnards. Nous n'avons rien contre les fourrures pour les parents, mais dans l'intérêt de la littérature russe nous souhaitons un roman. »

En outre, la rubrique Le petit pays en lettres («Страничка из письма») est parfois venimeuse à l'encontre de l'écrivain. Son auteur est le poète Leonid Munstein (ru), qui se cache derrière le pseudonyme de « Lolo ». Des dizaines de recensions en vers lui sont consacrées, dont celles des nouvelles Les Groseilliers, La Fiancée, L'Homme à l'étui, ou des pièces La Mouette et La Cerisaie présentée au Théâtre d'art de Moscou. En réponse aux critiques des amis de Tchekhov, indisposés du style sarcastique, Lolo répondit,.

« Никто не пел о нём с такой 
Больной любовью и тоской. »